# Missa negra

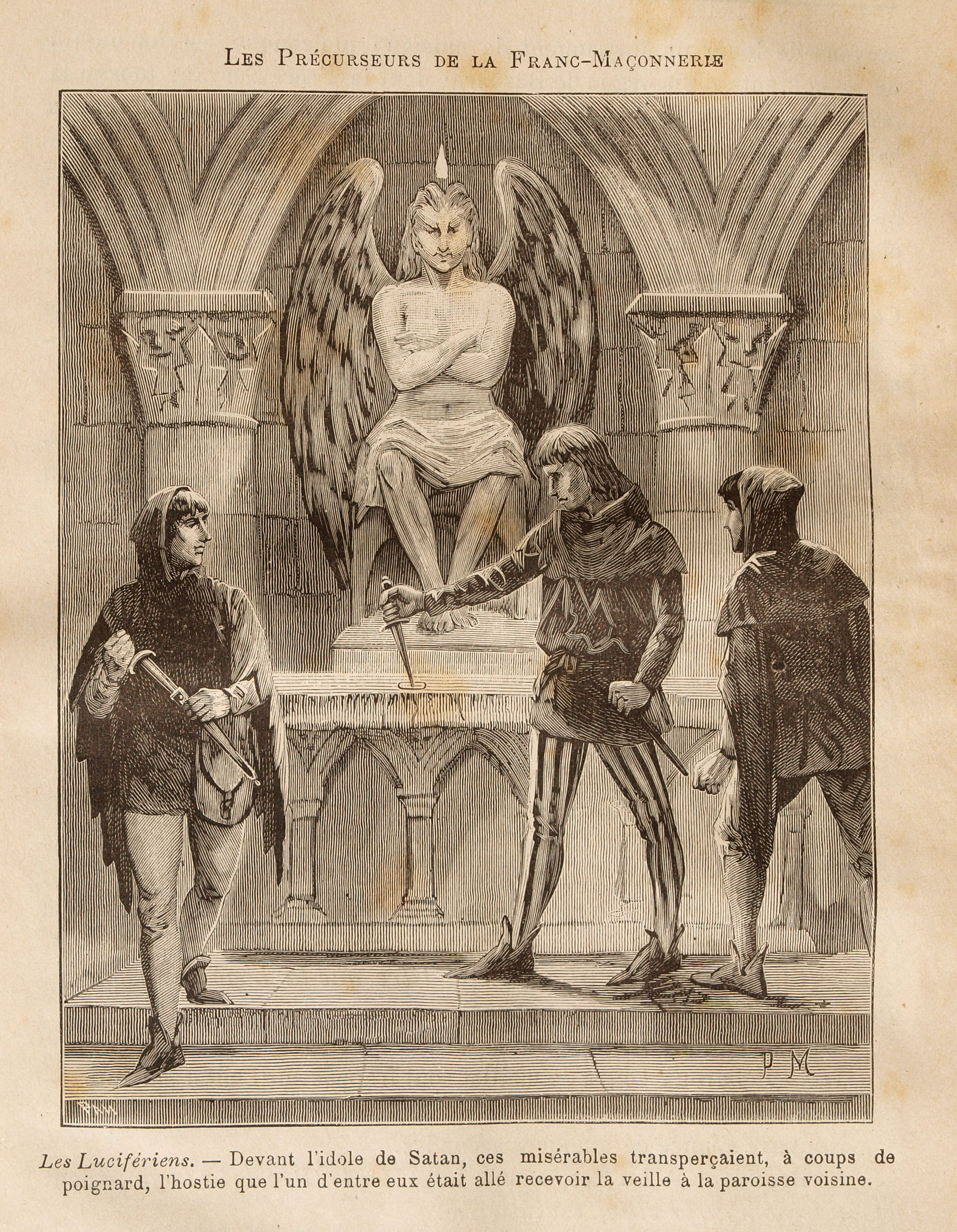
Missa negra com profanação de um óstio, desenho de Pierre Méjanel

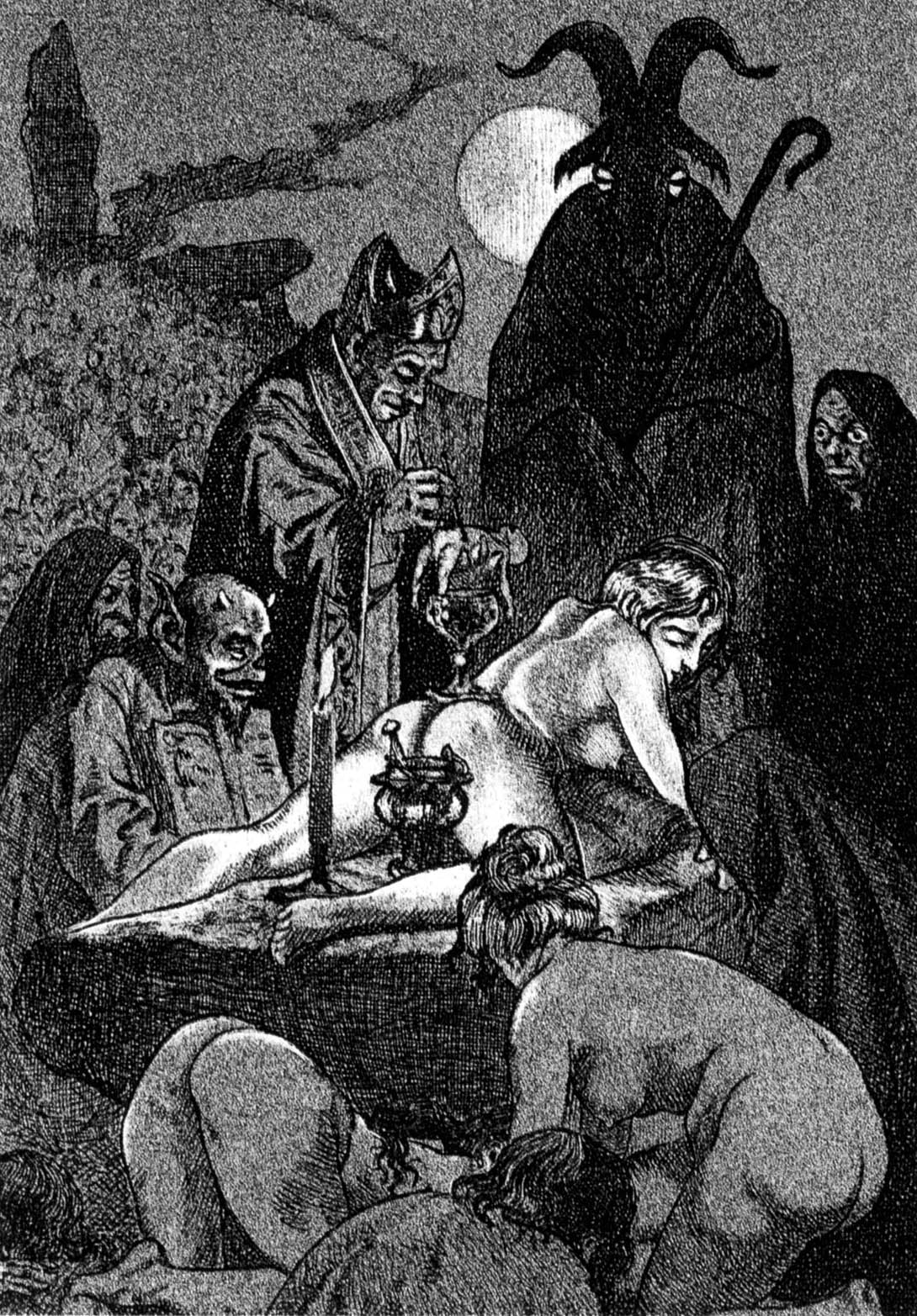
Missa Negra com o assassinato ritual de uma criança, desenho de Martin van Maële que apareceu na edição de 1911 de La Sorcière ' 'por Jules Michelet.

A Missa Negra é um ritual cerimonial de Satanismo que visa uma inversão do ritual da Missa Tridentina a fim de simbolizar a morte de Cristo, mas, sem ressurreição.
Os praticantes da Missa Negra acreditam que ela não é simplesmente uma inversão do simbolismo e das palavras de Jesus e que a missa católica quando celebrada (como acontece diariamente, muitas vezes, ao redor do mundo) gera certas energias ou vibrações o que pode ser, sob a interpretação deles, um ritual de "magia branca". O que uma Missa Negra supostamente faz é introduzir essas energias e então os alterá-las de modo sinistro. Isto supostamente acontece durante a consagração da Missa Negra.
O simbolismo pagão é misturado com as orações católicas com diferenciações marcantes como a utilização de um crucifixo colocado de cabeça para baixo sobre o altar. Tradicionalmente, participam de uma Missa Negra: um altar humano, uma sacerdotisa ou sacerdote, um Mestre ou Senhora do templo e a congregação. Normalmente o templo é um recinto fechado. Quando ao ar livre, florestas ou bosques podem ser locais satisfatórios mas as cavernas são ideais pois a impressão de recinto é importante para o ritual.
A Igreja de Satã, criada por Anton Szandor LaVey, é uma referência importante nesse contexto.
Há muita controvérsia com relação à origem dos textos ou cânticos usados nas missas negras, muitos deles, usando latim. Lavey publicou obras com detalhes sobre estes textos. Há dois sites brasileiros que possuem material a respeito. São eles: Spectrumgothic e Morte Súbita. Na literatura Brasileira, a obra Maelna & A Presença de Lúcifer, explana dois tipos de missas negras mais comentadas nos satanismo pós-Crowley.